# Alessandro Pertini
Alessandro Pertini (Stella, Savona, Ligúria, 25 de setembre de 1896 - Roma, 24 de febrer de 1990), anomenat  Sandro (?·pàg.), fou un polític, advocat i periodista italià, setè president de la República Italiana des de 1978 a 1985.
Va pertànyer des de la seva joventut al Partit Socialista Italià. Condemnat a cinc anys d'exili pel règim feixista de Benito Mussolini, al retornar a Itàlia va ocupar un paper fonamental en la Resistència italiana, en particular amb la seva crida a la vaga general del 25 d'abril de 1945 a Milà, en el marc d'una revolta generalitzada contra l'ocupació alemanya del nord d'Itàlia, quan el centre-sud ja havia estat alliberat per les forces aliades que avançaven cap al nord després del seu desembarcament a Sicília.
Va participar de manera decisiva en la Constitució de la República Italiana com referent inqüestionable dels socialistes, juntament amb altres destacats polítics de la resta de forces oposades al règim precedent (democristians, comunistes, republicans i membres del Partit d'Acció). Va ocupar durant la resta de la seva vida importants càrrecs institucionals, i fou elegit el 1968 President de la Cambra dels Diputats. Una amplíssima majoria del Parlament d'Itàlia el va escollir setè President de la República, des del 8 de juliol de 1978 fins al 3 de juliol de 1985. Va morir en el seu domicili romà el 24 de febrer de 1990.

## Biografia

### La joventut
Pertanyia a una família acomodada, ja que el seu pare era terratinent. Tenia quatre germans: el primogènit Luigi, pintor; la seva germana Marion, que es va casar amb un diplomàtic italià; Giuseppe, oficial de carrera i finalment Eugenio, deportat i tràgicament desaparegut en el Camp de concentració de Flossenbürg el 1945.
Pertini, molt lligat a la seva mare, cursà els seus estudis intern en el col·legi Don Bosco dels salesians a Varazze. Prosseguí la seva educació a l'institut Gabriello Chiabrera de Savona, on va tenir com a professor al filòsof Adelchi Baratono, socialista reformista i col·laborador de la revista Critica Sociale (Crítica Social) de Filippo Turati, destacat ideòleg socialista. Baratono descobrí a Pertini el socialisme i l'introduí en els ambients del moviment obrer. Després del seu pas per l'institut, s'inscriví a la Universitat de Gènova, on es graduà en jurisprudència.
En 1917 el jove Pertini marxà al front com a alferes de complement i el destinaren al front de l'Isonzo. Allí es distingí pels seus actes d'heroisme: va ser recompensat amb la Medalla de plata al Valor Militar per haver dirigit, l'agost de 1917, un assalt durant la batalla de la Bainsizza. No obstant això, no li va ser entregada la medalla després d'arribar al poder el feixisme, a causa de la seva militància socialista.
Un any després de ser cridat a files, el 1918, ingressà al Partit Socialista Italià, al qual militaria tota la seva vida, excepte breus períodes. En aquell temps es traslladà a Florència, a viure amb el seu germà Luigi i a estudiar a l'Institut Universitari Cesare Alfieri, on aconseguí el seu segon grau el 1924, aquesta vegada en ciències polítiques. A Florència, després de l'inici del feixisme a Itàlia, entra en contacte amb moviments democràtics i socialistes i coneix Gaetano Salvemini, els germans Rosselli i Ernesto Rossi, tots ells polítics antifeixistes. En aquest període, Pertini s'adherí al moviment antifeixista Italia Libera.

### L'antifeixisme
En 1922 el Partit Nacional Feixista de Mussolini arribava al poder i progressivament els partits polítics eren prohibits. A més, els militants d'esquerra serien perseguits i sovint assassinats. El Partit Socialista va ser un dels grups més perseguits, cosa que explica l'absolut antifeixisme de Pertini.

#### La primera condemna

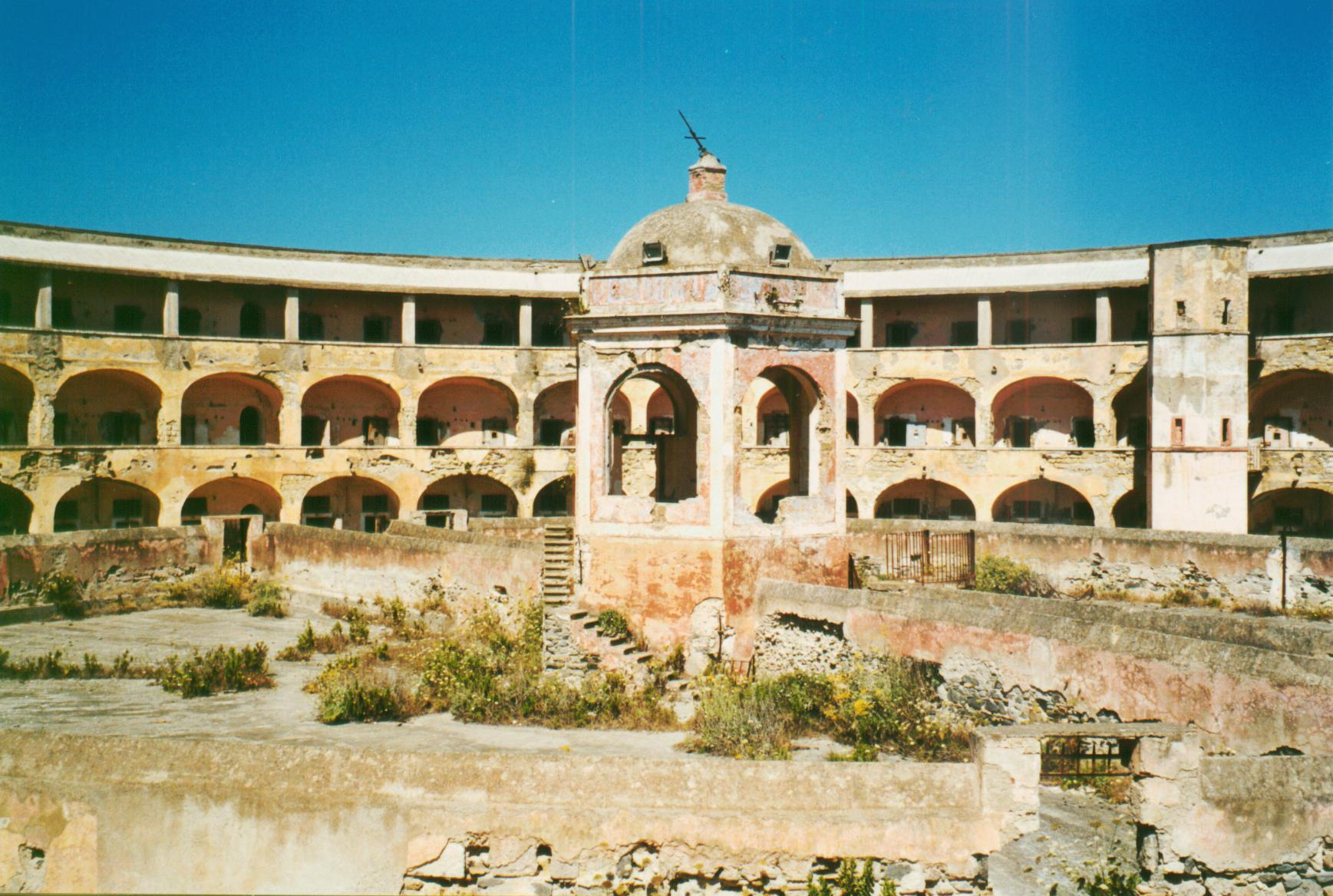
L'interior de la presó de l'illa de Sant Estefano

Hostil des de l'inici del règim feixista, s'inscriví en el Partit Socialista Unitari després de l'assassinat del diputat socialista Giacomo Matteotti. Pertini, per la seva activitat política va ser objecte d'agressions habituals dels squadristi feixistes. El 25 de maig de 1925 fou detingut per distribuir un pamflet clandestí, Sotto il barbaro dominio fascista (Sota el bàrbar domini feixista), en el qual denunciava la responsabilitat de la monarquia en la instauració del règim feixista. Fou acusat d'instigació a l'odi entre les classes socials, segons l'article 120 del codi penal. Pertini es va declarar l'únic responsable de la publicació i disposat a continuar la lluita antifeixista pel socialisme i la llibertat, malgrat les condemnes que li imposessin.
El 3 de juny de 1925 va ser definitivament condemnat a vuit mesos de presó i a pagar una multa. No obstant això, gens més quedar en llibertat va prosseguir amb la seva lluita. En novembre de 1926, després del fallit atemptat d'Anteo Zamboni contra Mussolini, es va deslligar una brutal repressió davant els antifascistes. Davant el clima de violència, Pertini fuig de Savona, dirigint-se a Milà. Poc després, el 4 de desembre de 1926, amb la proclamació de les lleis excepcionals, fou condemnat a cinc anys de presó per la seva oposició al règim, a l'illa de Santo Stefano.

#### L'exili
Per a escapar de la seva captura, Pertini fugí el 12 de desembre de 1926 a França amb Filippo Turati en el cotxe de Carlo Rosselli i Adriano Olivetti. Després de passar uns mesos a París, s'establí definitivament a Niça, on es convertí en un dels màxims exponents dels exiliats. Realitzà una intensa propaganda contra el règim feixista, amb escrits i conferències. L'abril de 1926 va instal·lar a la seva casa de Niça una ràdio clandestina, amb la idea de mantenir-se en contacte amb els seus companys italians. Descobert per la policia francesa, és condemnat a un mes de reclusió, per bé que després queda en llibertat condicional. El seu exili francès va acabar en març de 1929. Sortí de Niça amb un passaport fals, amb el nom de Roncaglia Luigi i travessa la frontera des de l'estació de Chiasso, a Suïssa. Així, el 26 de març de 1929 torna a trepitjar territori italià.

#### La captura
Després del seu retorn clandestí a Itàlia, fou detingut a Pisa el 14 d'abril de 1929 en ser reconegut a l'Avinguda Vittorio Emanuele, actual Avinguda Itàlia. El 30 de novembre va ser condemnat pel Tribunal Especial per a la seguretat de l'Estat a 10 anys i 9 mesos de reclusió. Durant el procés Pertini va rebutjar defensar-se. Quan li pronunciaren la sentència, es va alçar cridant: Fora el feixisme. Visca el socialisme. Va ser empresonat novament a l'illa de Santo Stefano, però després de dos anys, el 10 de desembre de 1930 fou traslladat, a causa de la seva precària salut, al penal de Turi, a la Província de Bari. Allí coneix el comunista Antonio Gramsci, el qual esdevé en el seu amic i confident durant la reclusió.
La seva salut va obligar a un nou trasllat, aquesta vegada a un hospital de Pianosa. No obstant això, el seu estat no va millorar, fins a tal punt que la seva mare va presentar demanda de gràcia a les autoritats. Pertini, en no reconèixer l'autoritat feixista, va rebutjar la demanda de gràcia amb paraules duríssimes, tant per a la seva mare com per al president del Tribunal Especial. El 10 de setembre de 1935 és traslladat a Ponza com a presoner polític. Cinc anys després, el 20 de setembre de 1940 fou condemnat a altres cinc anys de confinament, part dels quals els passa entre Ponza i Ventotene on troba, entre d'altres, els polítics Altiero Spinelli i Ernesto Rossi.

### La Resistència partisana
Durant la seva captivitat, havia esclatat la Segona Guerra Mundial l'1 de setembre de 1939. La Itàlia feixista es va mantenir neutral en un primer moment, però després de la invasió de França per part de l'Alemanya Nazi, el 10 de juny de 1940 Itàlia declarava la guerra als Aliats. En juliol de 1943 els aliats envaïren Sicília. El Rei d'Itàlia, Víctor Manuel III, ordena empresonar Mussolini i nomena el mariscal Pietro Badoglio cap de govern. Mentre, els presos polítics antifeixistes foren alliberats.

#### La tornada a la llibertat i a la lluita
El 7 d'agost de 1943 Pertini torna a ser lliure i participa immediatament en la lluita antifeixista. D'aquesta manera, pren part, a Roma, en els combats del 8 de setembre del mateix any contra els alemanys, furiosos per la pau signada per Badoglio. Lluità en aquests combats al costat de Luigi Longo, Emilio Lussu i Giuliano Vassalli. En plena lluita partisana fou capturat per les SS, al costat de Giuseppe Saragat, i el condemnaren a mort per la seva activitat partisana. No obstant això, la sentència no és compliex gràcies a l'acció dels Grups d'Acció Patriòtica que, el 24 de gener de 1944, permeten la seva fugida mentre estava detingut en la presó de Regina Coeli. Després del seu nou alliberament, part des de Roma cap a Milà, per a participar activament en la Resistència com membre del Comitè d'Alliberament Nacional i amb la intenció política de reorganitzar el partit socialista.
Després de l'alliberament de Roma en juliol de 1944, és reclamat a la ciutat per Pietro Nenni. Per a arribar-hi, Pertini havia de viatjar a Gènova, ciutat ocupada per les tropes feixistes, per a entrar en contacte amb el monàrquic Edgardo Sogno, que l'havia de posar en contacte amb els aliats que el farien entrar a Roma mitjançant un vol des de Còrsega. No obstant això, a l'arribar A Gènova, descobreix que Sogno ja ha partit cap a Còrsega. Trobant-se abandonat, marxa a La Spezia, ciutat en la qual ja havia contactat amb alguns partisans. D'allí marxa a Florència, en solitari i a peu. A Florència, entra en contacte amb el professor Gaetano Pieraccini, en el seu estudi del carrer Cavour. Gràcies a Pieraccini, Pertini troba aixopluc en el carrer Ghibellina. Després de l'alliberament de la ciutat marxa finalment cap a Roma.

#### Tornada al Nord i alliberament de Milà
A l'arribar a Roma entén aviat que la seva presència allí és inútil, i mostra la seva intenció de marxar de nou al nord, ja que era secretari del Partit Socialista a tota la Itàlia ocupada i formava part del Comitè d'Alliberament de l'Alta Itàlia en representació dels socialistes. Li van ser subministrats uns documents falsos, amb el nom de Nicola Durano i en avió viatja de Nàpols a Lió, d'aquí a Dijon i, una vegada arribat a Chamonix, entra en contacte amb la resistència francesa. Amb la seva ajuda va travessar la frontera cap a Itàlia per a entrar en contacte amb els partisans de la Vall d'Aosta. Va passar per Aosta, i després per Ivrea, fins a Torí, evitant pel camí a les patrulles alemanyes. L'abril de 1945 va estar, al costat de Leo Valiani i Luigi Longo, entre els organitzadors de la insurrecció de Milà. El dimecres 25 d'abril de 1945 Pertini va proclamar en la ràdio la vaga general insurreccional de la ciutat:
El mateix 25 d'abril es reuní el Comitè d'Alliberament Nacional de l'Alta Itàlia al col·legi dels salesians de via Copernico a Milà. Presidit per Longo, Emilio Sereni, Pertini i Valiani, va decretar, a continuació d'un fallit intent de mediació del cardenal Alfredo Ildefonso Schuster, la condemna a mort de Benito Mussolini.

### La carrera política en la Itàlia republicana
El final de la Segona Guerra Mundial va sacsejar durament l'estructura política italiana. El Rei Víctor Manuel III va ser obligat a abdicar, ascendint al tron el seu fill Humbert II. No obstant això, l'ascens al poder de Mussolini havia desprestigiat la monarquia. Per això, en un referèndum celebrat el 2 de juny de 1946 la majoria dels italians es decantaven per la república, e és instaurat un sistema de govern que persisteix en l'actualitat.

#### La postguerra
L'abril de 1945, Pertini es convertí en secretari nacional del Partit Socialista Italià d'Unitat Proletària, denominació presa pel Partit Socialista Italià (PSI) entre 1943 i 1947. Romandria en aquest càrrec fins agost de 1946. Mentre, el PSI travessava greus problemes interns. En el XXV Congrés del partit, celebrat a Roma des del 9 al 13 de gener, Pertini intentà evitar l'escissió del corrent reformista liderat per Giuseppe Saragat, de la que en sorgirà el Partito Socialista dei Lavoratori Italiani, futur Partit Socialista Democràtic Italià. Malgrat la seva intenció d'unir en un mateix front de tot el socialisme, va defensar l'autonomia del PSI davant el Partit Comunista Italià. En aquest sentit, s'oposa al Front Democràtic Popular que uneix al PSI i al PCI per a les eleccions de 1948. La seva posició va ser minoritària, dintre del partit va prevaler la de Pietro Nenni, partidari del Front. És elegit diputat socialista de l'Assemblea Constituent encarregada de redactar la Constitució d'Itàlia. Pertini va participar activament en l'escriptura del Títol I, referent als drets civils.
Des de l'inici de l'etapa republicana, fou contrari a les amnisties als criminals feixistes. En la Primera Legislatura és nomenat senador gràcies a la tercera disposició transitòria de la Constitució de la República italiana, i es converteix en el líder del grup socialista en el Senat. El 27 de març de 1949, durant la 583a sessió senatorial, va declarar el vot contrari del PSI de l'adhesió del país al Tractat de l'Atlàntic Nord, suport de l'OTAN. Va fonamentar el seu vot en contra que segons ell era un instrument de guerra i antisoviètic que només servia per a dividir Europa.
Després del seu inici parlamentari, va ser reelegit membre de la Cambra dels Diputats el 1953, 1958, 1963, 1968, 1972 i 1976, pels col·legis de Gènova-Imperia-La Spezia-Savona. Durant la seva labor com a diputat ocupà diversos càrrecs: president de la Comissió Parlamentària per als Afers Interns, després per als Afers Constitucionals i en 1963 vicepresident de la Càmera. Finalment, de 1968 a 1976 seria el president. El primer cop va ser elegit president de la càmera amb 364 vots de 583 possibles i en la segona amb 519 de 615 possibles. Li va succeir en el càrrec el comunista Pietro Ingrao.
En aquesta etapa com a diputat, Pertini va demostrar públicament el seu rebuig al partit neofeixista Moviment Social Italià, mostrant-se absolutament contrari a la celebració d'un congrés d'aquest partit a Gènova el 1960, dintre del panorama polític de col·laboració del Moviment amb el govern de Fernando Tambroni-Armaroli. Va denunciar en la Cambra de Diputats la dura repressió de les forces de l'ordre contra els manifestants. Aquests enfrontaments causarien després la mort de diversos manifestants, la qual cosa provocaria la caiguda del govern d'Armaroli. En la primavera de 1978, durant el segrest d'Aldo Moro, va ser un dels pocs polítics socialistes que va defensar la línia de fermesa contra les Brigades Roges.

#### La presidència de la República

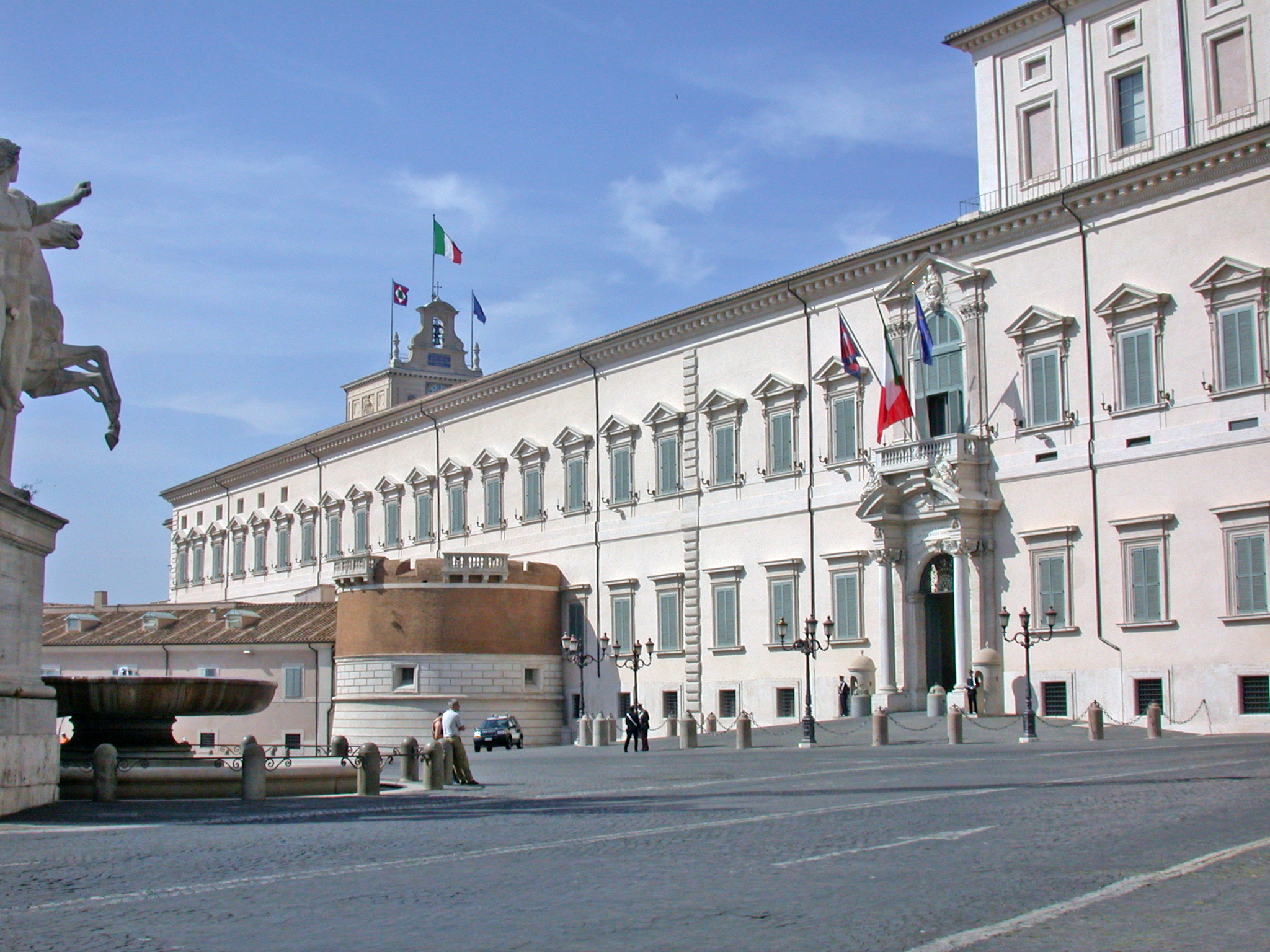
El palazzo del Quirinale és la residència oficial dels presidents d'Itàlia, no obstant això, Pertini va seguir vivint en el seu apartament romà.

A Itàlia, el president, amb poders merament representatius, és triat pel parlament, en una reunió conjunta de les dues càmeres i amb la participació de delegats dels parlaments regionals. En les tres primeres votacions s'ha d'obtenir una majoria de dos terços. En la següents n'hi ha prou amb una majoria absoluta. Normalment, els partits polítics van pactant el candidat segons avança la votació. D'aquesta manera, l'elecció es pot retardar diversos dies i fins i tot setmanes.
L'elecció del setè president va començar el 29 de juny de 1978, després de la dimissió de Giovanni Leone. Pertini va ser elegit president en la setzena votació amb 832 vots sobre 995, és a dir, una àmplia majoria, de fet, la més folgada de tota la història d'Itàlia. A les votacions anteriors Pertini havia obtingut solament un grapat de vots. En les primeres votacions, es van destacar tres noms, Guido Gonella, de la Democràcia Cristiana, Giorgio Amendola, comunista, i Pietro Nenni, socialista. Els partits van anar retirant els seus candidats menys els comunistes que mantenien Amendola, que no sortí triat per l'alt nombre d'abstencions. A les últimes votacions, els socialistes intenten proposar a Francesco De Martino, sense aconseguir el consens. Només Pertini assoleix unir els vots dels tres grans partits, i així és triat el 8 de juliol de 1978. Romandria en el càrrec fins a 1985.
Durant el seu mandat, va contribuir a forjar una figura de president com emblema de la unitat del poble italià. Gràcies a la seva altura moral, va aconseguir atreure als ciutadans a les institucions, en un moment difícil conegut com els anni di piombo (anys de plom). En els anys setanta, el desencantament amb la política era total, la violència ascendia ràpidament, d'una banda les Brigades Roges i per un altre l'extrema dreta i l'Operació Gladio. L'arribada a la presidència de Pertini i el seu esperit de moderador, van aconseguir acabar en part amb la violència, retornant la tranquil·litat al país. La seva figura està lligada a l'arribada de moments feliços per al poble italià, després d'un llarg període de sofriment que de vegades rebrotava. Sovint es recorda la seva presència a Madrid en la final de la Copa Mundial de Futbol de 1982 o com va estar present a les tasques de salvament d'un nen de sis anys caigut a un pou, que acabaria morint commocionant a la societat italiana. El 23 de novembre de 1980 hi va haver un terratrèmol en Irpínia. Pocs dies després, sorprenentment, Pertini va denunciar la ineficàcia i impotència de l'Estat davant el desastre en un programa de televisió. A més, va denunciar als polítics que havien especulat sobre la desgràcia, com ja va ocórrer en un altre terratrèmol esdevingut el 1968 en Sicília.
Pertini va participar activament en el soterrament del polític comunista Enrico Berlinguer el 1984, fins al punt de partir cap a Roma amb un vol presidencial per a escortar al seguici fúnebre. Leonilde Iotti va agrair públicament la presència de Pertini des de la llotja d'autoritats, aconseguint així un fort aplaudiment dels presents. De la mateixa manera, va participar el 1981 en el seguici fúnebre del president egipci Anwar el-Sadat, assassinat per uns fanàtics. Aprofitant el seu càrrec, es va enfrontar directament a la màfia, tot denunciant la "nefasta activitat contra la humanitat" i prevenint sempre a no confondre els fenòmens criminals de la màfia, de la camorra i de l'Andrangheta amb els llocs i poblacions en els quals estan presents.
En la seva lluita contra la màfia, va dissoldre el consell municipal de Limbadi (en la província de Vibo Valentia) el 1983, perquè havia estat triat un cap mafiós. En el discurs de cap d'any del 1983 tornaria a recalcar la seva idea de no confondre els llocs amb les màfies, comparant-los amb una malaltia en un cos sa. A més, en el discurs, va lloar àmpliament al poble sicilià
La presidència de Pertini va afavorir l'ascens del primer socialista al poder. En 1983 decideix encarregar govern Bettino Craxi, que rep suport del pentapartito. Durant anys i per primera vegada en la història italiana, van ser socialistes tant el president com el primer ministre. No obstant això, el president va tenir diversos enfrontaments amb Craxi. Pertini no acceptava la manera de fer política de Craxi, com per exemple, en el XLII Congrés del Partit Socialista Italià, celebrat a Verona, quan Craxi va ser triat per aclamació secretari general del partit en comptes d'amb la típica votació. Els enfrontaments entre els dos polítics es van mantenir, en qualsevol manera, sempre dintre d'un ambient de cordialitat i respecte.
Durant el seu mandat va dissoldre dos cops el parlament i convocà eleccions (1979 i 1983). Va encarregar formar govern a Giulio Andreotti, a Francesco Cossiga dos cops, a Arnaldo Forlani, a Giovanni Spadolini dos cops, a Amintore Fanfani i finalment a Craxi. També va nomenar a tres jutges del Tribunal Constitucional, Virgilio Andrioli, Giuseppe i Giovanni Conso. La seva constant presència en la vida pública fou probablement el motiu de la seva gran popularitat, en els moments crucials dels seus set anys de mandat, tant en les difícils com en les bones situacions. Va ser un dels presidents més estimats pels italians pel seu gran carisma, per la seva ironia i pel seu estil franc i directe.

#### Senador vitalici

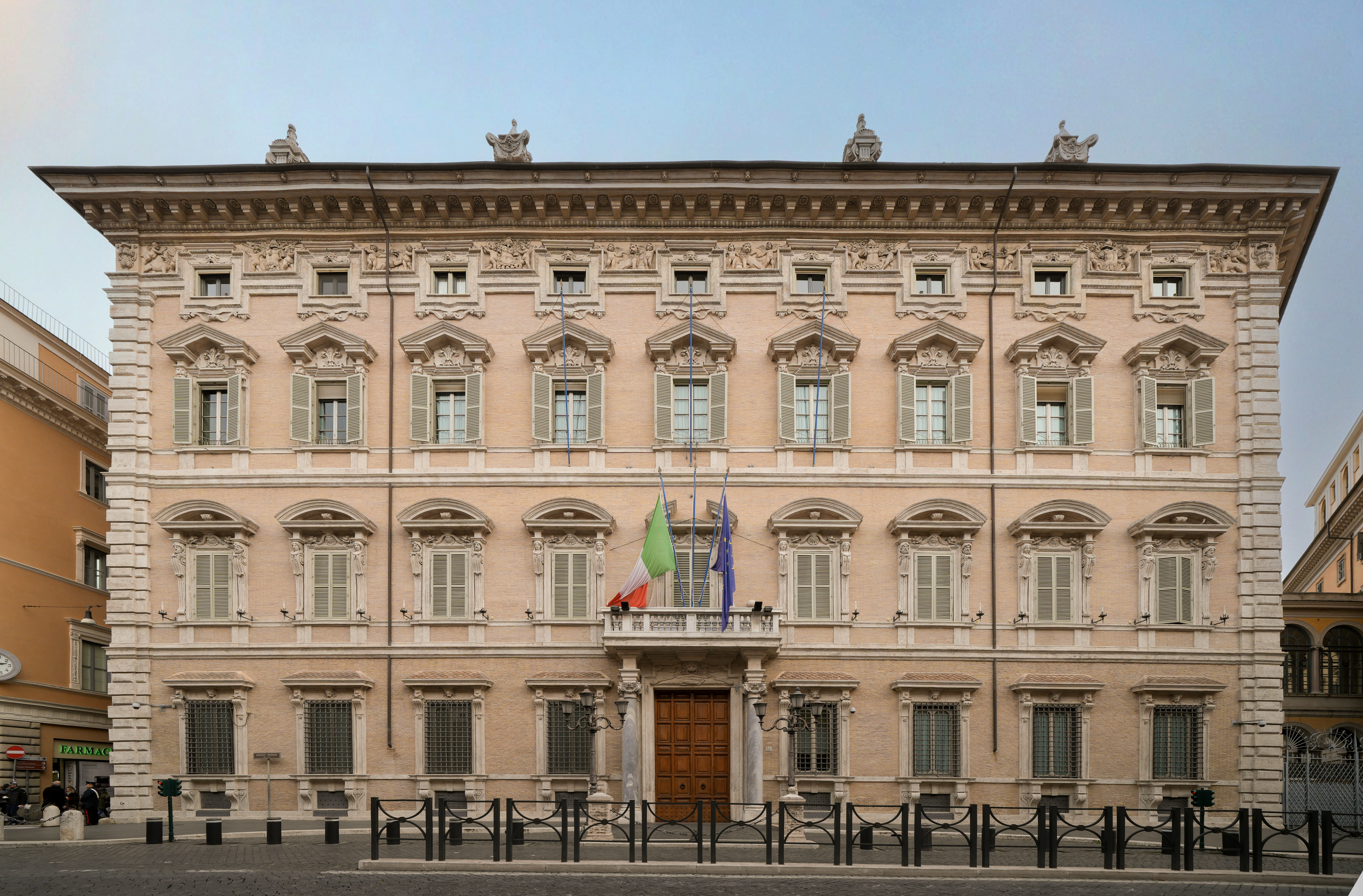
Palazzo Madama, seu del Senat d'Itàlia

El 29 de juny de 1985, poc abans de la fi legal del seu mandat, dimití, deixant el lloc de President després de gairebé set anys en el càrrec. El succeiria el democristià Cossiga. En concloure el seu mandat es va convertir, com és constitucionalment preceptiu per als expresidents, en senador vitalici. L'únic càrrec oficial que va ostentar a partir de 1985 va ser la presidència de la Fundació d'Estudis Històrics "Filippo Turati", constituïda a Florència en 1985 amb l'objectiu de conservar el patrimoni documental del socialisme italià.
Durant la Presidència i després d'ella no va renovar el carnet del Partit Socialista, deixant així de formar part del partit, per bé que continuà sentint-se profundament socialista. La nit del 24 de febrer de 1990, als 94 anys, morí a Roma en el seu apartament privat, una golfa situada sobre la Fontana de Trevi.